# Mercedes Alonso García
Mercedes Alonso García (Cortes de Baza, Granada, 10 de diciembre de 1964) es una política española del Partido Popular, alcaldesa de Elche entre 2011 y 2015.

## Biografía
Nacida el 10 de diciembre de 1964 en la localidad de Cortes de Baza, provincia de Granada, se licenció en Derecho por la Universidad de Alicante, afiliada a Alianza Popular desde 1982, Mercedes Alonso ha sido concejal del ayuntamiento de Elche desde 1991, así como diputada provincial de Alicante como responsable de Mujer, Juventud e Imprenta y BOP desde 1995 hasta 1999; vicepresidenta tercera de la Diputación Provincial de Alicante y portavoz adjunta desde julio de 2007. 
Fue diputada por Alicante de la VI legislatura de las Cortes Valencianas y por la misma circunscripción en la IX Legislatura de las Cortes Generales. En 2011 se convirtió en la primera mujer alcaldesa de Elche, rompiendo treinta y dos años seguidos de gobierno socialista.